# Pseudosiccia
Pseudosiccia là một chi bướm đêm thuộc họ Noctuidae.